# 오토 브라운 (1900년)

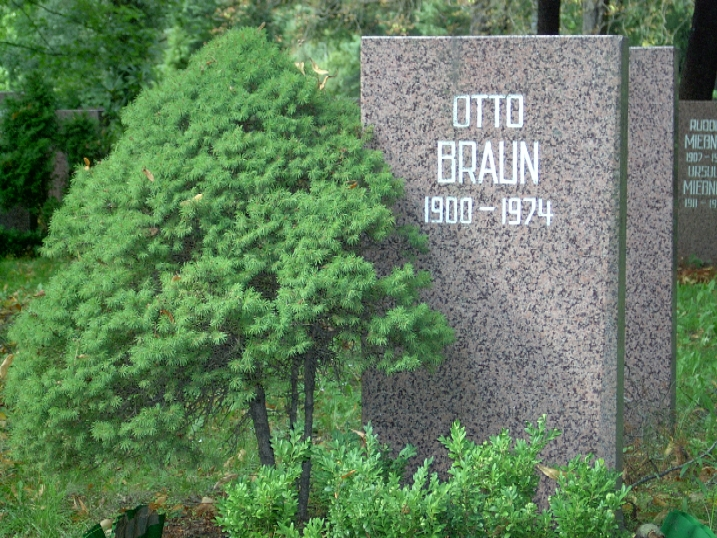
독일 베를린에 있는 오토 브라운의 묘비

오토 브라운(독일어: Otto Braun, 1900년 9월 28일 ~ 1974년 8월 15일)은 독일의 언론인이었으며 오랫동안 여러 역할을 거친 독일 공산당의 조직원이었다. 중국 공산당을 지도하기 위해 코민테른이 파견한 고문이었던 것으로 널리 알려져 있다. 중국 공산당에서 리더(중국어: 李德, 병음: Lǐ Dé, 한자음: 이덕)이라는 이름으로 활동했다.

## 생애
오토 브라운은 1900년 남부 독일 바이에른 이스마닝에서 태어났다. 오토의 어머니는 살아있었으나, 그는 고아원에서 성장했다. 오토 브라운은 1913년부터 1919년까지 뮌헨의 파징(Pasing)에 있는 교육대학에 다녔으며, 제1차 세계 대전에 징집되었으나 전투에 투입되기 전에 휴전이 이뤄졌다. 종전 이후 교육대학에서 교육을 마쳤으나 교직을 맡지 않고 당시 새로 창당한 독일 공산당에 비밀리에 입당하였다. 그는 바이에른 평의회 공화국 수립에 관여한 것으로 여겨진다.
브라운은 러시아 백군 대령인 이민자의 문서를 비밀 경찰로 위장한 공산주의자들이 도난한 사건에 연루되어 1921년 한차례 체포되었으나, 우익으로 가장하여 처벌을 피했다. 이후 브라운은 1926년 9월 다시 독일에서 체포되어 베를린의 모아빗(Moabit)에 구금되었으나, 그의 연인인 올가 베나리오와 동료 공산주의자들이 탈주를 획책하여 1928년 모스크바로 도망쳤다. 모스크바에 도착한 브라운은 코민테른이 운영하고 있었던 국제레닌학교에서 운동가로 교육받았으며, 미하일 프룬제 군사 대학에서 군사 교육을 받았다. 브라운은 베나리오와 1931년 결별하였다.
소련 정보국은 1932년 군사 학교를 졸업한 브라운을 만주의 하얼빈으로 파견하였고, 브라운은 중국 코민테른이 위치한 상하이까지 이동했다. 그러나 당시 중국의 공산당은 국민당의 4·12 사건으로 분쇄되어 장시성에서 재기를 꾀하고 있었다. 1933년 브라운은 장시 소비에트의 수도인 루이진시에 도착하여 군사 고문의 역할을 맡았다.
그는 총서기 보구와 함께 당내에서 큰 영향력을 행사했으며 1933년에서 34년까지 홍군의 군사행동을 지휘하였다. 장제스가 이끄는 국민혁명군은 소비에트를 타도하기 위해 오랫동안 준비한 제5차 토벌전을 벌였으며 이때 오토 브라운 마오쩌둥의 유격전술 대신 정규전으로 이에 맞설 것을 주장하여 홍군의 괴멸적 타격을 입혔다. 결국 장시 소비에트가 무너지고 장정에 나섰을 때 쭌이 회의에서 영향력을 많이 상실하고 마오의 보좌역으로 그 역할이 축소되었다. 그는 장정에 참가한 유일한 외국인이었다.
오토 브라운은 1939년까지 옌안에서 중국 공산당을 도왔으며 그해에 모스크바로 돌아갔다. 1941년 독일의 소련 침공 이후 다른 독일인 공산주의자가 소련에서 겪었던 보복을 모면했던 그는 여러 포로수용소에서 강사로 생활했다. 1945년 소련군과 함께 베를린에 입성하였다. 스탈린이 사망한 후인 1954년 동독에 귀환한 브라운은 독일 사회주의통일당의 마르크스-레닌주의 연구소 임원으로 블라디미르 레닌의 저술을 독일어로 옮기며 지냈으며 1961년부터 1963년까지 독일 작가 협회의 1서기를 맡았다. 1964년 당 기관지인 《노이에스 도이칠란트(Neues Deutschland)》에 대장정에 참여한 리더가 곧 오토 브라운이라는 기사가 보도된 이후, 동독의 중국 비판에 힘입은 브라운은 그의 중국 활동을 정리한 책을 쓰기 시작했다. 그는 1973년 《중국에서의 기록 Chinesische Aufzeichnungen (1932-1939)》을 발표했는데 이는 옌안 시절 왕밍의 "국제파"와 마오쩌둥의 대립에 관한 기록으로 초기 중국 공산당사를 이해하는 데 중요한 저작으로 인용된다. 브라운은 이듬해인 1974년에 사망하여 베를린 프리드리히스펠데 중앙 묘지에 묻혔다.